# Piaranthus
Die Piaranthus sind eine Pflanzengattung der Unterfamilie Asclepiadoideae, die der Familie Hundsgiftgewächse (Apocynaceae) zugerechnet wird. 

## Merkmale
Die Gattung Piaranthus umfasst kleine, stammsukkulente Formen mit plagiotropen Trieben und rasenförmigem Wuchs. Die Triebe sind kugelig oder zylindrisch (1–6 cm × 0,8–2 cm) mit einem vier- oder fünfkantigen Querschnitt. Die sehr kleinen (etwa 1 mm) Laubblätter sind dreieckig und fallen schnell ab. 
Der Blütenstand entwickelt sich an der Seite der Stämmchen und umfasst ein bis zehn Blüten, die sich mehr oder weniger gleichzeitig öffnen. Die Blüte misst 6–42 mm im Durchmesser. Die fünf Kronblätter sind sternförmig mit freien Kronenzipfeln oder glockenförmig verwachsen mit kurzen Kronenzipfeln. Die Kronenzipfel sind außen grün, innen gelblich, cremegelb, elfenbeinfarben bis weißlich mit roten oder rotbraunen Punkten oder Bändern. Sie sind kahl, papillös oder mit kurzen Haaren versehen. Die Nebenkrone ist intensiv gelb. 
Die paarigen Balgfrüchte messen jeweils 6–14 cm in der Länge und 4–8 mm im Durchmesser und enthalten bis zu 130 Samen.

## Vorkommen
Das Vorkommen der Gattung ist auf Namibia und Südafrika beschränkt.

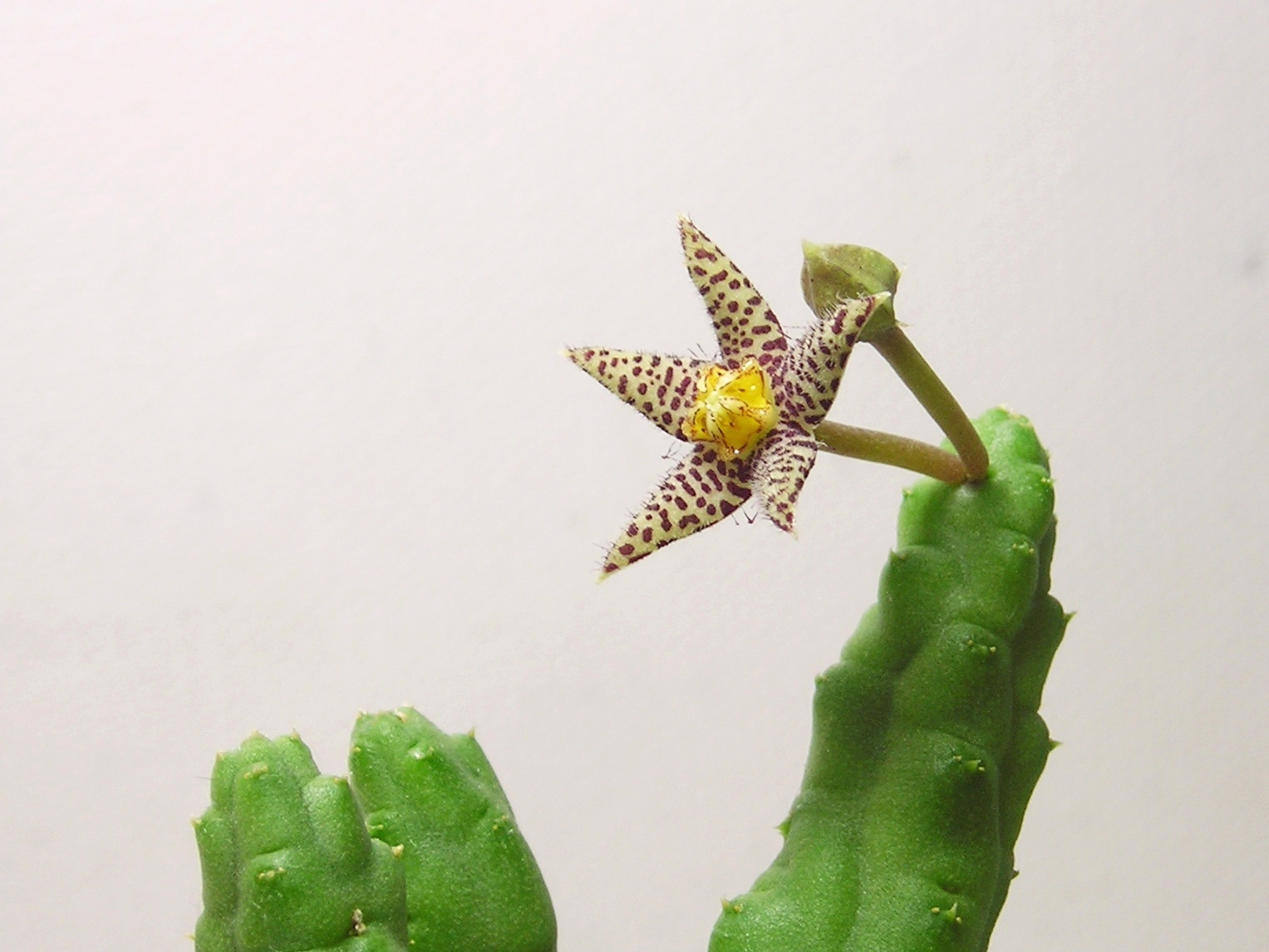
Piaranthus comptus

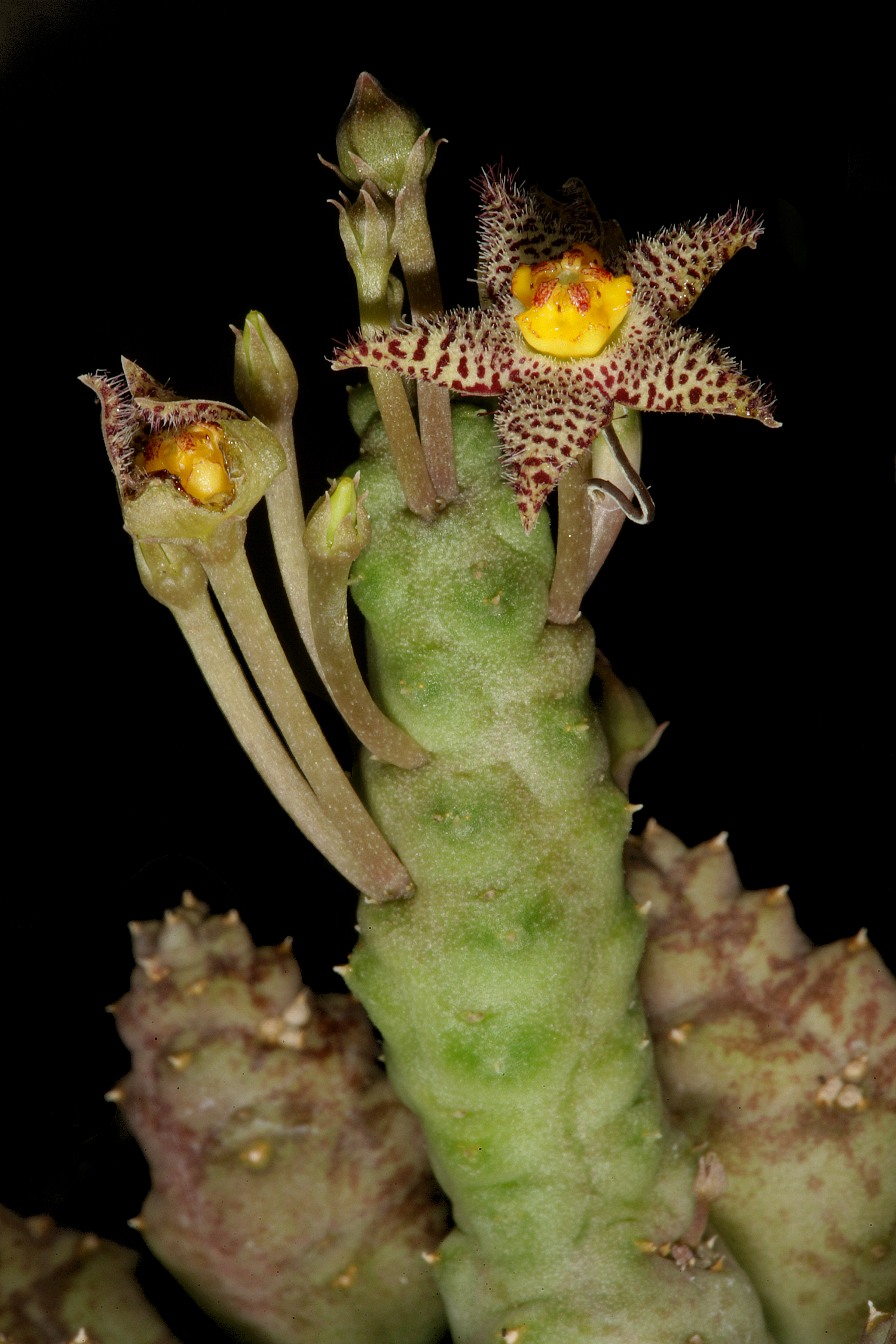
Piaranthus comptus

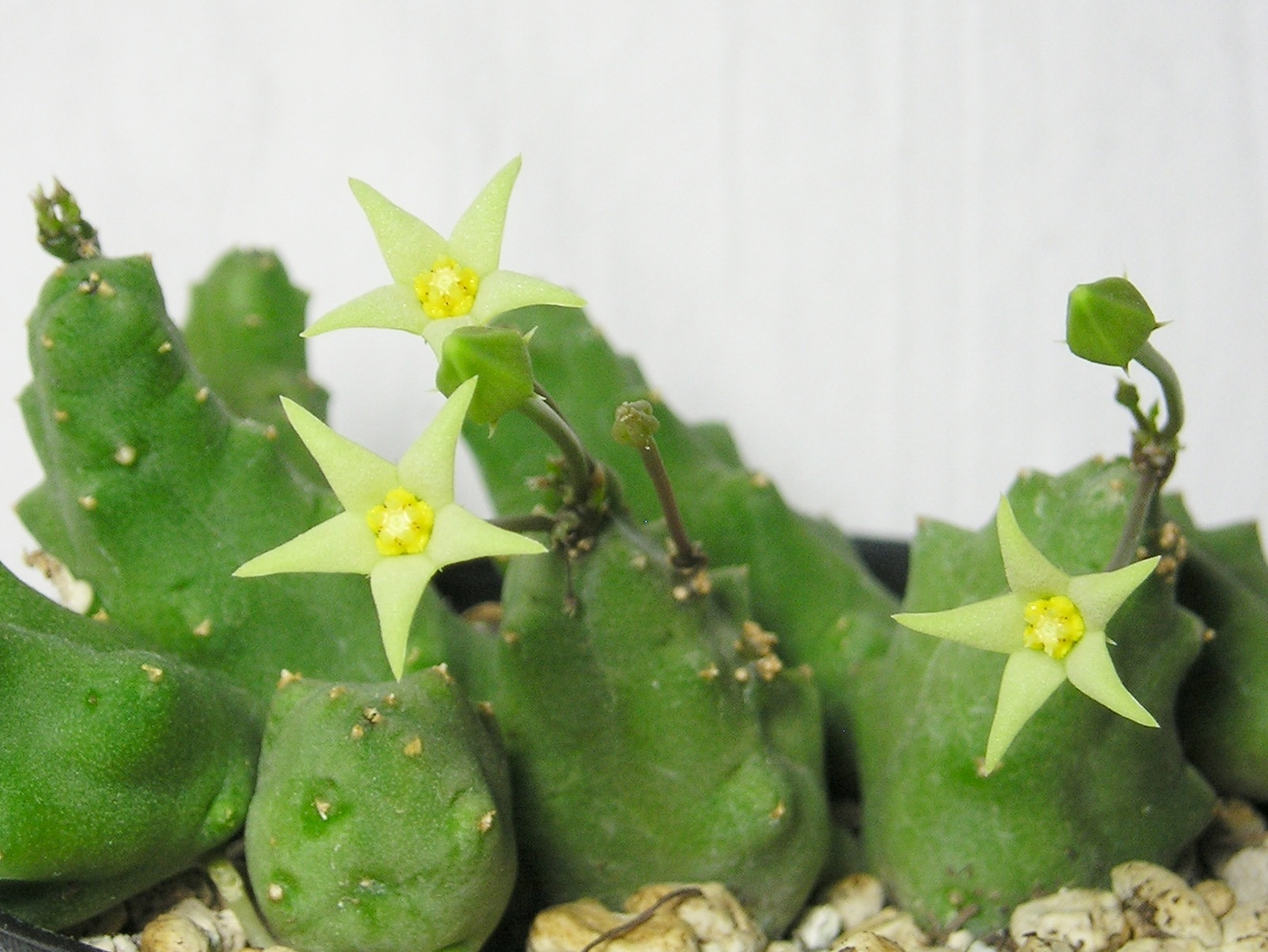
Piaranthus parvulus

## Systematik
Meve (in Albers & Meve) verzeichnet sieben Arten (mit je zwei Unterarten und Varietäten). Nach WCSP durch R. Govaerts sind es nun neun Arten:
- Piaranthus atrosanguineus (N.E.Br.) Bruyns: Südöstliches Botswana bis nördliches Südafrika.[1]
- Piaranthus comptus N.E.Brown: Kapprovinz (südliche Karoo).[1]
- Piaranthus cornutus N.E.Brown (Syn.: Piaranthus decorus ssp. cornutus (N.E.Br.) Meve), mit drei Varietäten:
  - Piaranthus cornutus var. cornutus: Südliches Namibia bis Oranje-Freistaat.[1]
  - Piaranthus cornutus var. mennellii (C.A.Lückh.) Plowes: Kapprovinz.[1]
  - Piaranthus cornutus var. ruschii (Nel) Bruyns: Südwestliches Namibia.[1]
- Piaranthus decipiens (N.E.Br.) Bruyns (Syn.: Huerniopsis decipiens N.E.Brown): Sie kommt in Südafrika vor.[1]
- Piaranthus erratus Plowes: Sie wurde 2014 aus der westlichen Kapprovinz erstbeschrieben.[1]
- Piaranthus fuscatus (N.E.Br.) Plowes (Syn.: Piaranthus pillansii var. fuscatus N.E.Brown) Sie wurde 2014 von der Varietät zur Art eingestuft.[1] Sie kommt in der Kapprovinz vor.[1]
- Piaranthus geminatus (Masson) N.E.Brown: Mit zwei Unterarten:
  - Piaranthus geminatus subsp. decorus (Masson) Bruyns (Syn.: Piaranthus decorus (Masson) N.E.Brown): Sie kommt in der Kapprovinz vor.[1]
  - Piaranthus geminatus subsp. geminatus (Syn.: Piaranthus barrydalensis Meve, Piaranthus geminatus var. foetidus (N.E.Br.) Meve): Sie kommt in der südlichen und südöstlichen Kapprovinz vor.[1]
- Piaranthus parvulus N.E.Brown: Sie kommt in der Kapprovinz (südwestliche Karoo) vor.[1]
- Piaranthus punctatus (Masson) Schultes, mit den Varietäten:
  - Piaranthus punctatus var. framesii (Pillans) Bruyns (Syn.: Piaranthus framesii Pillans): Sie kommt in der westlichen Kapprovinz vor.[1]
  - Piaranthus punctatus var. punctatus: Sie kommt in der westlichen Kapprovinz vor.[1]